# Urban Forestry

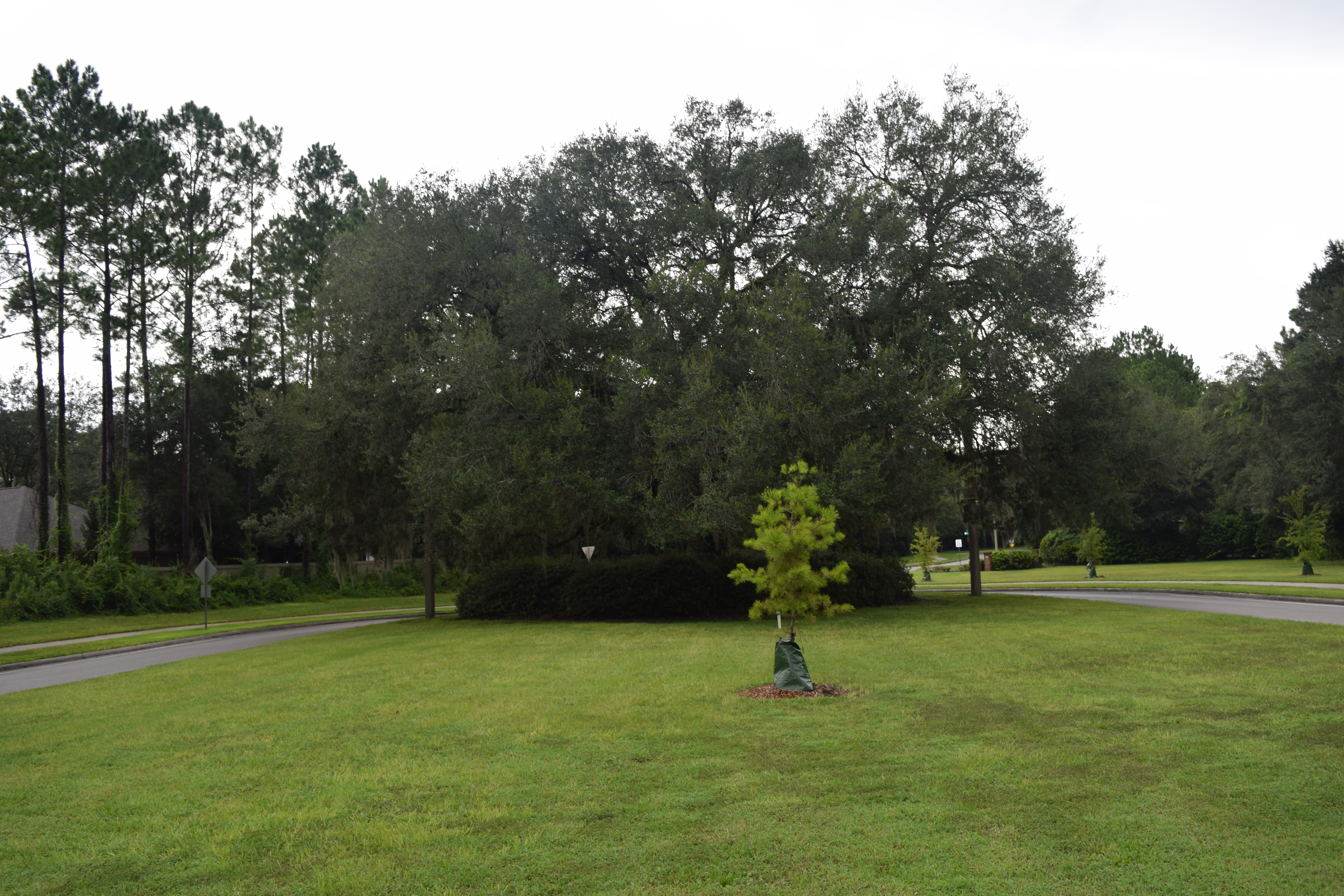
Bäume in einer Vorstadtgemeinde

Urban Forestry (übersetzt Städtische bzw. Urbane Forstwirtschaft; auch Arboristik, engl. Arboriculture) beschäftigt sich mit der Baumpflege, insbesondere dem Schutz und der nachhaltigen Entwicklung von Gehölzen und Grünräumen im Siedlungsbereich. Dieses vergleichsweise junge wissenschaftliche Arbeitsgebiet kommt aus dem angelsächsisch-amerikanischen Kulturraum, insbesondere aus dem Bereich der Hochschulausbildung und der wissenschaftlichen Grundlagenforschung.

## Definitionen
Da bislang keine deutschsprachige wissenschaftliche Definition existiert, wird im Folgenden auf die englischsprachige Definition verwiesen.

„Der urbane Wald kann definiert werden als die Summe aller holziger und ähnlicher Vegetation in und um dichte menschliche Siedlungen, von kleinen Siedlungen in ländlicher Umgebung bis zu Metropolregionen. [...] Dieser Wald ist die Summe der Bäume im Straßenraum, in Gärten, Parks und der Vegetation in den Grüngürteln“

„Urban Forestry ist die Kunst, Wissenschaft und Technik der Verwaltung von Bäumen und Waldbeständen in und um Ökosysteme urbaner Gemeinschaften für den physiologischen, sozialen, wirtschaftlichen und ästhetischen Nutzen, den Bäume der Gesellschaft bringen“

„Arboriculture beinhaltet alle Aspekte der Produktion, Einrichtung, Kultivierung und Verwaltung von Bäumen in der Landschaft“

## Begriffsabgrenzung
Strikt zu differenzieren ist zwischen dem Begriff Baumpflege (engl. tree care) und Urban Forestry, die Baumpflege als eine ihrer Teildisziplinen integriert. Während die Baumpflege nur das Einzelobjekt „Baum“ betrachtet, behandelt Urban Forestry das urbane Grün als Ganzes, vom Zierrasen bis zu urbanen Wäldern in einem funktionalen, ökologischen Gesamtzusammenhang.
Die angelsächsisch-amerikanische Urban forestry muss ferner von der deutschen urbanen Forstwirtschaft (engl. urban silviculture) unterschieden werden, schließt diese allerdings als einen wichtigen Baustein im Methodenkonzept ein.

„Urban silviculture is defined as the art of reproducing and managing forests continuously to obtain sustained yields of forest benefits in urban regions through the application of ecologic principles“

Es handelt sich um ein interdisziplinär gekennzeichnetes Aufgabenfeld. So setzt sich die Urban Forestry aus Elementen des Gartenbaus, der Forstwirtschaft, der Ökologie, der Landschaftsarchitektur, der Stadtplanung, der Baumpflege und der Soziologie (Sozialgeographie) zusammen und führt diese Teildisziplinen für die speziellen Rahmenbedingungen und Erfordernisse urbaner Räume zusammen.
Etwa seit Anfang der 1980er Jahre existieren in den USA unter dem Begriff Urban Forestry Hochschulstudiengänge, in den späten 1990er Jahren auch in Großbritannien unter dem Begriff Arboriculture, dort seit den 2000er Jahren auch im postgradualen Bereich.
Eine College-Hochschulausbildung gibt es in dem Vereinigten Königreich bis zum Master of Science, in den USA an Universitäten und Colleges vor allem im grundständigen Bereich (Bachelor).

## Aufgaben
„The purpose of urban forestry is to use trees and natural habitat patches to ameliorate negative environmental impacts of cities and to contribute to the creation of more liveable, ecological sustainable cities“

Die zentrale Aufgabe der urban forestry (z. T. auch arboriculture) liegt in der Pflege und Entwicklung urbaner Grünräume, zu denen urbane Wälder, Konversionsflächen, parkartige Waldlandschaften, Gärten, Straßenbegleitgrün usw. gehören. Ein wichtiger und zentraler Aspekt ist die Sicherung und Pflege des urbanen Baum- und Gehölzbestandes nach ökologischen aber auch verkehrssicherheitstechnischen Anforderungen.
Die Bedeutung der Sicherung, Planung und nachhaltigen Entwicklung urbaner Grünräume auf naturwissenschaftlich-ökologischer Basis ist in den letzten Jahren zu einem der wichtigsten Forschungsgebiete in Bezug auf das urbane Grün geworden. In diesem Bereich zu nennen sind z. B. das im Rahmen des Forschungsrahmenprogramms durchgeführte Projekt BUGS-Benefits of urban green spaces 2001–2004 sowie das Projekt URGE-Development of Urban Green Spaces to improve the quality of Life in Cities and Urban Regions des Leipziger Helmholtz-Zentrums für Umweltforschung – UFZ.